# 日語擬態詞及擬聲詞
日語中的擬聲語（日语：／ Giseigo */?）為模擬動物或事物的聲音，將之文字化語言化的形容、修飾辭，是一種幼兒語化的修辭法；而若形容的事物、動作或形象不是模擬它的聲音，則稱為擬態語（日语：／ Gitaigo */?）。日語中擬聲和擬態語的數量眾多，描繪形象的分類十分細緻。擬聲和擬態語不僅在口語中，而且在文學作品、漫畫和廣告語中的應用都十分廣泛，使語言顯得活潑生動。

## 擬態語、擬聲語一覽

### 行
1. ／ Atsu-atsu：（關係）火熱貌
2. Assari：清爽地
3. Iji-iji：消極地、畏畏縮縮地
4. Iso-iso：（因為期待什麼好事而）急急忙忙地
5. Icha-icha：（在別人、眾人面前）調情、卿卿我我的樣子
6. Ira-ira：煩躁、著急地
7. ／ Iya-iya：心不甘情不願的樣子
8. Uka-uka：分心不留神的樣子
9. ／ Uki-uki：高興、雀躍的樣子
10. Utsura-utsura：半睡半醒、恍神的樣子
11. Ukkari：不小心地、不留神地
12. Uttori：出神忘我地
13. Uto-uto：昏昏沉沉地、剛入睡的樣子
14. Uyo-uyo：蠢蠢欲動地
15. Uro-uro：徘徊不定、漫無目的地走
16. Unzari：厭煩地
17. ／ Ozu-ozu：提心吊膽地
18. Odo-odo：忐忑不安、擔心害怕貌
19. Oro-oro：不知所措的樣子

1. Gaku-gaku：腿軟發抖的樣子
2. Gata-gata：顫抖晃動的樣子
3. Gachan：喀噹一聲
4. Katto：突然動怒、勃然大怒貌
5. Kakka：盛怒難息的樣子
6. Gatsu-gatsu：狼吞虎嚥貌
7. Gakkari：頹喪失望地
8. Gabu-gabu：咕噜咕噜地、大口大口地（喝）
9. Gami-gami：囉哩囉嗦地
10. Gaya-gaya：吵鬧喧囂地
11. Kara-kara：硬物碰撞聲；乾燥的樣子
12. Gara-gara：硬物碰撞聲；（車子或房子內）空虛的、人不多的樣子
13. Garari：咖啦（開門的聲音）；突然改變
14. Gari-gari：骨瘦如柴貌
15. kan-kan：怒氣沖沖貌
16. Gan-gan：頭痛欲裂貌
17. Gikutto：（做壞事被逮到時）吃驚、嚇到的樣子
18. Giza-giza：鋸齒狀紋的樣子
19. Gichi-gichi：已塞滿（無法再塞）的狀態
20. Kichin：整整齊齊地
21. Gisshiri：擠得滿滿地
22. Kippari：斷然地
23. Kibi-kibi：迅速俐落地
24. Gyū-gyū：緊緊地
25. Gyotto：大吃一驚地
26. Kyoton：呆然
27. Kyoro-kyoro：（像劉姥姥逛大觀園似地）東張西望
28. Kira-kira：閃爍、一閃一閃地
29. Giri-giri：最底限的、極限地
30. Gūgū：睡得很熟、打鼾貌（不可用於嬰兒）
31. Kusha-kusha：（紙張、布類）滿是皺褶貌
32. Guzu-guzu：慢吞吞地
33. Kuta-kuta：疲憊不堪貌
34. Kukkiri：輪廓分明地
35. Gusshori：濕答答地
36. Gusshuri：熟睡的樣子
37. Guttari：精疲力盡的樣子
38. Gutto：一口氣喝完
39. Guden-guden：酩酊大醉貌
40. Kudo-kudo：嘰哩呱啦、囉哩叭嗦地（說）
41. Gubi-gubi：咕嚕咕嚕地（喝）
42. Kuyo-kuyo：垂頭喪氣、悶悶不樂的樣子
43. Gura-gura：搖搖晃晃的樣子
44. Guru-guru：轉動的樣子
45. Gun-gun：迅速的樣子
46. Gessori：突然變瘦的樣子
47. Gera-gera：哈哈大笑的樣子
48. Gennari：心生厭煩貌（不想做的樣子）
49. Kō-kō：（月光、燈光）皎潔明亮貌
50. Goku-goku：咕嚕咕嚕地（喝）
51. Goshi-goshi：使盡力氣的樣子
52. Koso-koso：偷偷摸摸的樣子
53. Gota-gota：亂七八糟的樣子
54. Gote-gote：絮絮叨叨；亂七八糟
55. Gocha-gocha：亂七八糟的樣子
56. Kokkuri-kokkuri：（坐著而頭前後擺晃）打瞌睡的樣子
57. Kotsu-kotsu：敲門聲；一點一滴、努力不懈的樣子
58. Kossori：悄悄地
59. Gossori：徹底地
60. ／ Kona-gona：（玻璃等）粉碎得一地的樣子
61. Goro-goro：滾來滾去的樣子；到處都是的樣子；無所事事的樣子；橫躺著的樣子
62. Kon-kon：源源不絕的樣子
63. Konmori：茂盛的樣子
64. Gomi-gomi：亂七八糟的樣子

1. Zā-zā：嘩啦嘩啦（下大雨貌）
2. Sassato：趕緊、趕快的樣子
3. Satto：快速的樣子
4. Zatto：粗糙、粗略地
5. Sappari：爽快的樣子；完全
6. Sara-sara：潺潺；鬆散的樣子
7. Zara-zara：粗澀的樣子
8. Zawa-zawa：人聲鼎沸的樣子
9. Shiku-shiku：涰泣的樣子
10. Shikkari：好好地；堅強地
11. Jikkuri：慢慢地、冷靜地
12. Jime-jime：濕潤、潮濕的樣子；陰鬱、苦悶
13. Shito-shito：靜靜地（下小雨）
14. Shā-shā：忝不知恥的樣子
15. Jā-jā：澎湃的樣子（大量的水注入聲）
16. Shaki-shaki：清脆的樣子
17. Shabu-shabu：嘩啦嘩啦（游泳、玩水聲）
18. Shonbori：無精打采、悄悄地
19. Jiro-jiro：盯著
20. Jiwa-jiwa：緩緩擴張貌
21. Zuke-zuke：直言不諱地
22. Sugo-sugo：沮喪地
23. Sukkari：完全地
24. Sukkiri：暢快地
25. Zusshiri：重重地
26. Zutto：從…一直
27. Zubari：一語道破
28. Sube-sube：光滑貌
29. Suya-suya：快速入睡貌
30. Sura-sura：流利的
31. Zurarito：一大排的
32. Zuru-zuru：拖拖拉拉地
33. Sesseto：拼命地
34. Zoku-zoku：身體發冷貌
35. Sokkuri：一模一樣地
36. Sotto：悄悄地
37. Zotto：毛骨悚然地
38. Soyo-soyo：徐徐微風貌
39. Soro-soro：徐徐慢慢地；不久就要
40. Zoro-zoro：一個接一個地
41. Sowa-sowa：心不在焉貌

1. Tabburi：足夠地
2. Dabu-dabu：肥大貌
3. Dara-dara：冗長地
4. Chakkari：老練地
5. Chanto：好好地
6. Chara-chara：輕浮；金屬作響；囉嗦
7. Choi-choi：時常地
8. Chobbiri：稍微地
9. Chira-chira：紛紛地
10. Chirahora：稀稀落落的樣子
11. Chimachima：小而圓、緊湊的樣子
12. Tsuku-jukuto：仔細貌
13. Tsuru-tsuru：滑溜溜貌
14. Debu-debu：很胖的樣子
15. Doki-doki：忐忑不安的樣子（模擬心跳聲）
16. Doshi-doshi：很大的腳步聲；儘管
17. Doshin：重物掉落的聲音
18. Dossari：很多的樣子
19. Tobo-tobo：蹣跚的樣子

1. Bata-bata：忙得不可開交的樣子
2. Hira-hira：飄飄蕩蕩,翩翩起舞
3. Bika-bika：閃亮的樣子
4. Fura-fura：蹣跚；搖晃，游移不定；糊里糊塗
5. Puri-puri：有彈性的樣子
6. Peko-peko：諂媚的樣子
7. Beta-beta：黏得到處都是的樣子
8. Pecha-kucha：嘮叨的樣子
9. Heto-heto：筋疲力盡的樣子
10. Pera-pera：流暢說著外語的樣子；翻書的樣子； 紙或布之類輕薄的樣子
11. Pero-pero：用舌頭舔物貌
12. Poka-poka：溫暖的樣子
13. Pokan：發呆的樣子貌
14. Hoku-hoku：（食物）好吃的樣子；喜悅貌
15. Bosa-bosa：頭髮亂糟糟地；發呆
16. Pokkari：硬物裂開的聲音
17. Pokkuri：暴斃
18. Hotto：放心的樣子
19. Botsu-botsu：漸漸地
20. Potsun：滴落貌；孤獨地
21. Hoya-hoya：熱騰騰的樣子
22. Boya-boya：笨頭笨腦的樣子
23. Boro-boro：破爛不堪的樣子
24. Poro-poro：滴落貌
25. Honnori：稍稍地
26. Bonyari：心不在焉、不專心的樣子

1. Mago-mago：手忙腳亂的樣子
2. Musha-musha：狼吞虎嚥貌
3. Mutto：臉上不悅、慍色貌
4. Muttsuri：繃著臉貌
5. Meki-meki：顯著地、明顯地
6. Mecha-mecha：亂七八糟的樣子
7. Mekkiri：顯著貌
8. Mera-mera：熊熊大火貌
9. Mochi-mochi：QQ的感覺
10. Mogu-mogu：細嚼慢嚥的樣子
11. Moji-moji：不知所措的樣子
12. Mota-mota：慢吞吞地
13. Moya-moya：迷亂的樣子

1. Nō-nō：悠然自得樣
2. Niko-niko：笑嘻嘻、笑咪咪
3. Niya-niya：默默地笑、冷笑
4. Nuru-nuru：滑溜溜的樣子
5. Nori-nori：很願意配合而表現得「興致勃勃」「興高采烈」「整個融入在歡樂的氣氛當中」的意思。

1. Yanwari：柔和地
2. Yukkuri：充裕的樣子，慢慢地
3. Yuttari：寬敞舒適的樣子
4. Yochi-yochi：東倒西歪的樣子
5. Yobo-yobo：搖搖晃晃的樣子
6. Yoro-yoro：蹣跚的樣子

1. Waku-waku：期待或擔心的興奮貌